# Motorola Mobility
Motorola Mobility — американська компанія з виробництва телекомунікаційного обладнання, що належить Lenovo, зі штаб-квартирою в Чикаго, штат Іллінойс. Раніше був підрозділом мобільних телефонів Motorola, який до 2004 року називався сектором персональних комунікацій. Motorola Mobility стала  дочірньою компанією китайської технологічної компанії Lenovo у 2014 р. в результаті угоди розміром $2,91 млрд.
Motorola Mobility була утворена 4 січня 2011 року після поділу компанії Motorola на дві окремі компанії, причому Motorola Mobility взяла на себе орієнтовані на споживача лінійки продуктів компанії, (включаючи її бізнес мобільних телефонів, а також її телевізійні приставки, кабельні модеми і платне телебачення, тоді як Motorola Solutions взяла на себе орієнтовані на підприємства лінійки продуктів компанії.
У травні 2012 року Google придбала Motorola Mobility за 12,5 мільярдів доларів США; основним наміром покупки було отримати портфель патентів Motorola Mobility, щоб захистити інших постачальників Android від судових справ. Під керівництвом Google Motorola Mobility зосередила свою увагу на ринку смартфонів початкового рівня, а в рамках підрозділу Google ATAP розпочала розробку Project Ara - платформи для модульних смартфонів зі змінними компонентами. Невдовзі після купівлі компанія Google продала бізнес Motorola Mobility з виробництва кабельних модемів та телевізійних приставок компанії Arris Group.
У січні 2014 року Google оголосив, що продасть Motorola Mobility компанії Lenovo за $2,91 млрд. Продаж, який не включав ATAP і всі патенти Motorola Mobility, окрім приблизно 2000 патентів, було завершено 30 жовтня 2014 року. Lenovo оголосила про намір використовувати Motorola Mobility як спосіб виходу на ринок смартфонів США. У серпні 2015 року підрозділ смартфонів Lenovo був поглинений підрозділом Motorola Mobility.